# Andriech
Pour plus de détails, voir Fiche technique et Distribution.
Andriech (Андриеш) est un film soviétique réalisé par Sergueï Paradjanov et Iakov Bazelian, sorti en 1954.

## Synopsis
Le jeune berger moldave Andriech rêve de devenir chevalier. Le chevalier Voïnovan lui donne une flûte enchantée. Andriech va pouvoir combattre le méchant sorcier Tourbillon Noir qui déteste tout le monde.

## Fiche technique
- Titre original : Андриеш
- Titre français : Andriech[1]
- Réalisation : Sergueï Paradjanov, Iakov Bazelian
- Scénario : Emilian Bucov, Grigori Koltounov
- Photographie : Souren Chakhbazian, Vadim Verechtchiak
- Musique : Igor Shamo, G. Tyrtseou
- Pays d'origine : URSS
- Format : Couleurs - 35 mm - Mono
- Genre : conte merveilleux
- Durée : 62 minutes
- Date de sortie : 1954

## Distribution
- Costea Rusu : Andriech
- Nodar Şaşıqoğlu : le chevalier Voïnovan
- Lioudmila Sokolova : Liana
- Chiril Știrbu : Pekale
- Eugeniu Ureche : Strâmbă-Lemne
- Domnica Darienco : l'aveugle
- Robert Vizirenko-Kliavine : le sorcier Tourbillon Noir
- Triphon Grouzine : Barba-Kot